# Abdoulaye Doucouré
Abdoulaye Doucouré (* 1. Januar 1993 in Meulan-en-Yvelines) ist ein französischer Fußballspieler malischer Abstammung. Der defensive Mittelfeldspieler spielt beim englischen Erstligisten FC Everton.

## Karriere
Doucouré begann seine Karriere im Jahr 2004 bei OFC Les Mureaux und wechselte 2007 in die Jugendabteilung von Stade Rennes. Sein Pflichtspieldebüt für die erste Mannschaft gab er am 27. April 2013 beim 2:0-Auswärtssieg gegen Stade Brest. Im Februar 2016 verpflichtete ihn der FC Watford, bei dem er einen Vertrag bis Juni 2020 unterschrieb, wurde jedoch umgehend für die Rückrunde der Spielzeit 2015/16 an den FC Granada ausgeliehen. Nach der Leihe spielte Doucouré ab dem Sommer 2016 in der Mannschaft des FC Watford. Dort erzielte er in 129 Partien insgesamt 17 Tore. Nachdem der FC Watford 2020 in die zweitklassige EFL Championship abgestiegen war, wechselte der Franzose im Sommer 2020 zum bisherigen Ligakonkurrenten FC Everton und sicherte sich persönlich so die Klasse. Er unterschrieb einen Vertrag bis Ende Juni 2023.